# Crestonica
Crestonica is een geslacht van vlinders van de familie tandvlinders (Notodontidae), uit de onderfamilie Notodontinae.

## Soorten
- C. bicolor Kiriakoff, 1968
- C. circulosa (Gaede, 1928)
- C. incisus (Rothschild, 1917)
- C. pinhey Kiriakoff, 1968
- C. pinheyi Kiriakoff, 1968